# Liste der geschützten Landschaftsbestandteile im Landkreis Freyung-Grafenau
Im Landkreis Freyung-Grafenau gab es im März 2024 insgesamt 3 ausgewiesene geschützte Landschaftsbestandteile.

## Geschützte Landschaftsbestandteile
| Schlossberg Wolfstein                          | BW | LB-00483 / 60 | Freyung      | ⊙ | 2,90 | 18. Juli 1983 |
| Eiche bei Neufang                              | BW | LB-01677 / 70 | Jandelsbrunn | ⊙ |      | 14. Dez. 1993 |
| Eiche bei Lämmersreut                          | BW | LB-01678 / 71 | Waldkirchen  | ⊙ |      | 12. Jan. 1999 |
| Legende für Geschützter Landschaftsbestandteil |    |               |              |   |      |               |